# Frederik Fabritius
Frederik Fabritius (født 20. marts 1740 i København, død 18. november 1829 sammesteds) var en dansk hofjuvelér og stadsguardein.
Han tilhørte en gammel københavnsk guldsmedeslægt. Hans bedstefader af samme navn (f. 1683) gjorde 1731 den krone til dronning Sophie Magdalene, som endnu bevares på Rosenborg; hans fader, Christoffer Fabritius (1710-1787), der som svend arbejdede med på kronen, var gift med Gundel f. Berntz (d. 1807). Sønnen Frederik, der fødtes i København 1740, blev efter at have besøgt Paris, London og Berlin, bl.a. for at undersøge guardeinforholdene i disse byer, 1767 faderens medhjælper i stadsguardeinembedet, som han selvstændig overtog efter faderens død og bevarede til 1823. 1771 omtales hans mesterstykke med stor berømmelse, 1778 blev han kgl. hofjuvelér, og 1786 anlagde han en plet- og knapfabrik i Kirke Saaby, som imidlertid ikke ret lykkedes. I de fattige tider i århundredets begyndelse må det være gået tilbage for ham; 1819 ansøgte han om bevilling til at drive et hørhegleri.
Han var gift med Catharine Marie f. Bruun (1758-1837) og døde 1829. Han er begravet på Søllerød Kirkegård.